# 纳西夫公馆
21°29′2″N 39°11′16″E / 21.48389°N 39.18778°E
纳西夫公馆是吉达市历史悠久的宅邸之一，建于伊斯兰历1289年。它由谢赫·奥马尔·埃芬迪·纳西夫历时四年建成，是吉达市旧建筑风格的代表之一。
有许多国王和王子都曾下榻于此，其中包括阿卜杜勒·阿齐兹·本·阿卜杜勒·拉赫曼·沙特国王，他从伊斯兰历1344年开始在这里定居了大约10年。 

## 公馆组成部分
宫殿的一层包括图书馆、宴会厅以及儿童、会客室和客房。宫殿里有一位女管家，她的工作是长期接待客人，尤其是在朝觐季节。 

## 特色
这座宫殿具有多个特点，其中最重要的是：建筑外立面采用木制成的门、窗和装饰板，相互对称，并装饰有精美的花纹。此外，宫殿还以尖拱门和拱顶浴室而著称，建筑本体由从海中取来的方石建造，使用灰泥加固。 